# Angelina Lauro (Schiff)
Die Angelina Lauro war ein von 1937 bis 1939 gebautes Passagierschiff. Es war bei seiner Ablieferung das leistungsstärkste Motorschiff der Welt.

## Geschichte
Die Oranje wurde als Typschiff einer Dreierserie von der Amsterdamer Reederei Stoomvaart Maatschappij „Nederland“ in Auftrag gegeben. Der Bau bei der Nederlandse Scheepsbouw Maatschappij in Amsterdam begann 1937, der Stapellauf folgte am 8. September 1938. Am 15. Juli 1939 wurde das fertige Schiff an die Auftraggeber abgeliefert und kurz danach auf der Linie von Amsterdam über Kapstadt nach Batavia in Dienst gestellt. Von ihrer ersten Linienfahrt nach
Niederländisch-Indien kehrte die Oranje erst nach 6½ Jahren in die Heimat zurück.

### Nutzung während des Zweiten Weltkrieges
Die am 4. September 1939 begonnene erste Linienfahrt führte wegen des Kriegsausbruchs nicht durch das Mittelmeer, sondern über Kapstadt, Colombo und Singapur bis zum 7. Oktober nach Surabaya. Am 19. Oktober begann die erste Rückfahrt wieder um das Kap der Guten Hoffnung, endete aber am 15. November schon in Lissabon. Zwei ältere Postschiffe übernahmen die Passagiere für das letzte Stück der Reise, während die Oranje vom 21. bis zum 18. Dezember nach Surabaya zurücklief. Die während des Baues schon geplante Umrüstung zu einem Hilfskreuzer unterblieb und das Schiff wurde aufgelegt. Anfang 1941 wurde das Schiff der Royal Australian Navy zur Verfügung gestellt und diente nach einem Umbau 1941 als Hospitalschiff mit niederländischer Besatzung. Am 2. Juli 1941 verließ HMAS Oranje Sydney mit einer zusätzlichen 162-köpfigen Besatzung von Medizinern und Pflegekräften für 650 Patienten (maximal 750). Die Fahrt verzögerte sich durch notwendige Anerkennung von italienischer Seite als Lazarettschiff. In der zweiten Augustwoche konnte das Schiff mit 641 Verwundeten die erste Rückfahrt von Suez antreten, an deren Ende Patienten in Fremantle, Adelaide, Melbourne, Sydney und Wellington an Land gegeben wurden. Bis zum Beitritt Japans zum Weltkrieg führte das Schiff noch zwei weitere Fahrten durch mit 549 bzw. 603 Patienten. Eine notwendige Überprüfung in einem Dock sollte in Singapur erfolgen, unterblieb aber wegen der veränderten Kriegslage. Vom 24. März bis zum 21. April 1942 verlegte das Schiff schließlich nach Simonstown, um dort die notwendigen Kontrollen und Arbeiten durchführen zu lassen. Sydney blieb der Einsatzhafen des Schiffes, das dann hauptsächlich zwischen dem Mittleren Osten und Australien/Neuseeland im Einsatz war, aber auch Häfen in Ost- und Südafrika anlief.
Am 21. Januar 1944 wurde das Schiff wieder Niederländisch-Indien übertragen und begann an Monatsende seine 16. Reise als Hospitalschiff von Sydney über Durban, Aden, Suez, Malta und Gibraltar ins Vereinigte Königreich, wo es am 14. März 1944 in Avonmouth eindockte. Nach einer Überholung folgten weitere 18 Einsatzfahrten von britischen Häfen zu verschiedenen Mittelmeerhäfen. Am 25. Oktober 1944 empfing die niederländische Kronprinzessin Juliana etwa 70 Kapitäne niederländischer Handelsschiffe auf der Oranje im Hafen von Glasgow, die mit ihren Schiffen in Häfen am Clyde lagen. Die Prinzessin hatte 1938 mit ihrem Ehemann Bernhard an der Taufe des nach dem Königshaus benannten Schiffes durch ihre Mutter, Königin Wilhelmina, teilgenommen.
Am 10. Juli 1945 verließ die Oranje Großbritannien, um über Colombo nach Australien und Neuseeland zu laufen und dort künftig eingesetzt zu werden. Nach verschiedenen Aufgaben verließ das Schiff am 28. November 1945 Melbourne, um über Indonesien nach Southampton zu laufen. An Bord hatte das Schiff 1273 ehemals Internierte aus japanischen Lagern. Eine Fahrt des Schiffes bis in die Heimat wurde für noch zu gefährlich gehalten. Das Schiff schied dann aus dem militärischen Dienst aus. Es folgten aber noch weitere Reisen, die der Heimführung von durch japanische Gefangenschaft geschädigten Niederländern dienten. Die erste derartige Reise musste noch in Rotterdam enden. Die zweite, extrem schnelle Reise begann am 16. Mai in Rotterdam. In 18 Tagen erreicht das Schiff Batavia; nach sechs Tagen Aufenthalt erfolgte eine 19-tägige Rückreise. Dann konnte das Schiff am 18. Juli 1946 erstmals seit September 1939 wieder seinen Heimathafen Amsterdam anlaufen, wo es herzlich empfangen wurde.

### Nachkriegseinsätze
Ab Oktober 1946 bis 1957 wurde das Schiff von seiner alten Reederei erneut zwischen Amsterdam und Batavia eingesetzt. Die Selbstständigkeit Indonesiens und dessen nationalister Kurs ab August 1950 führte zu einem Rückgang der Passagierzahlen. Daher führte die Oranje im Februar 1951 erstmals eine Reise „Rund um die Welt“ durch: von Amsterdam über den Panamakanal nach Australien und Neuseeland und zurück über Singapur und den Suezkanal nach Amsterdam. Im selben Jahr folgten noch die erste Nachkriegs-Kreuzfahrt des Schiffes, das zwischen dem 8. und 18. Juni 1951 eine Reise nach Lissabon und Madeira mit 650 Passagieren durchführte.

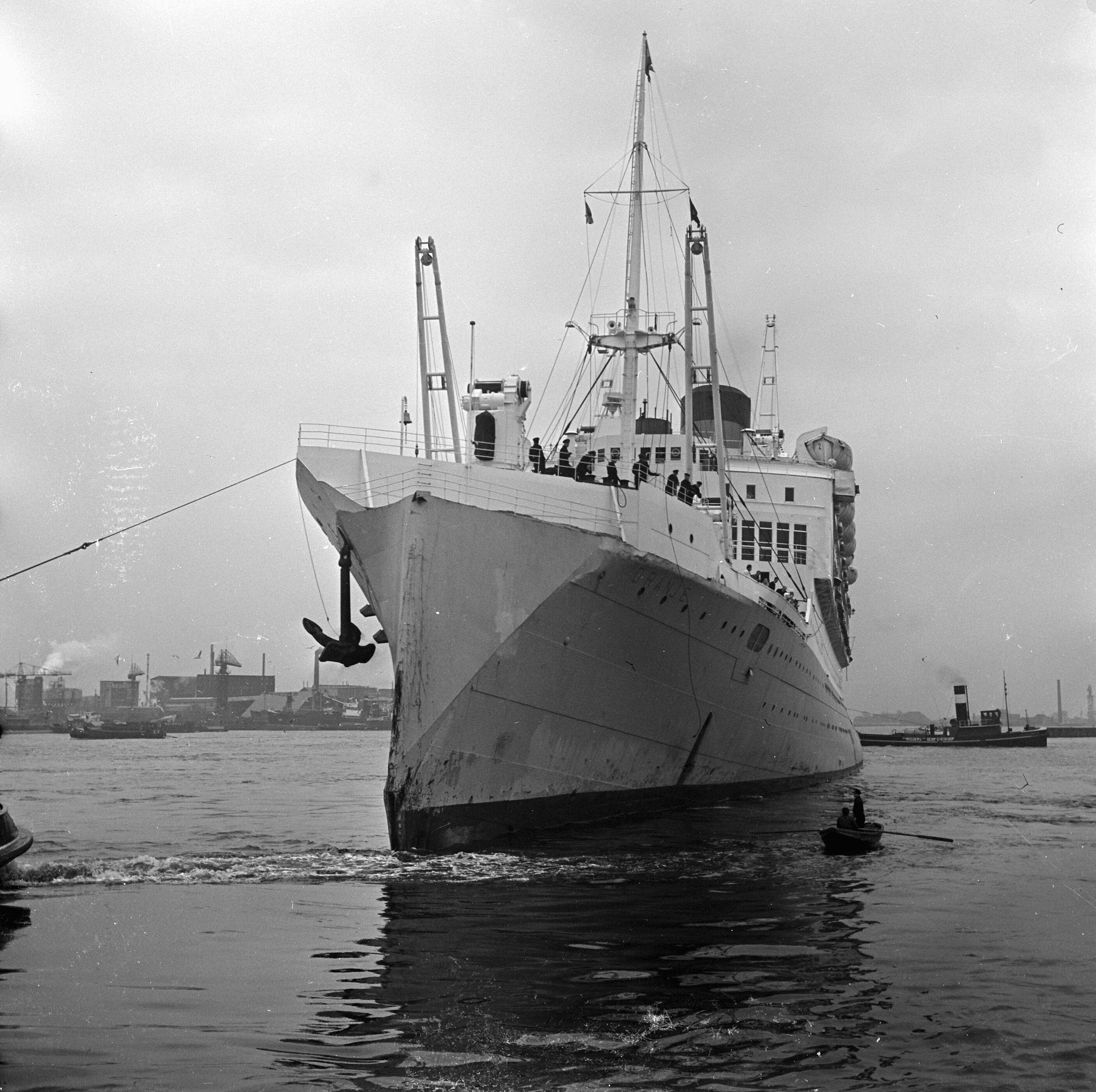
Die notreparierte Oranje 1953

Am 6. Januar 1953 kollidierte die Oranje im Roten Meer mit der im selben Dienst fahrenden und ihr entgegenkommenden Willem Ruys, wobei keine Menschen starben, aber beide Schiffe größere Schäden am Vorschiff erlitten. Die auf Heimatkurs befindlich Willem Ruys wurde von der Oranje an der Steuerbordseite des Vorschiffes getroffen, verlor die Reling des Vorschiffes im Kollisionsbereich und etliche Rettungsboote, konnte aber ihre Fahrt nach Rotterdam fortsetzen, wo eine gründliche Reparatur erfolgte.
Die schwerer beschädigte Oranje setzte dennoch ihre Fahrt nach Indonesien fort. Dort war allerdings nur eine Notreparatur möglich. Der gebrochene Bug wurde mit 150 Tonnen Zement verstärkt und erst am 24. Februar war die Oranje wieder in der Heimat, wo sie auf der Bauwerft gründlich repariert wurde.

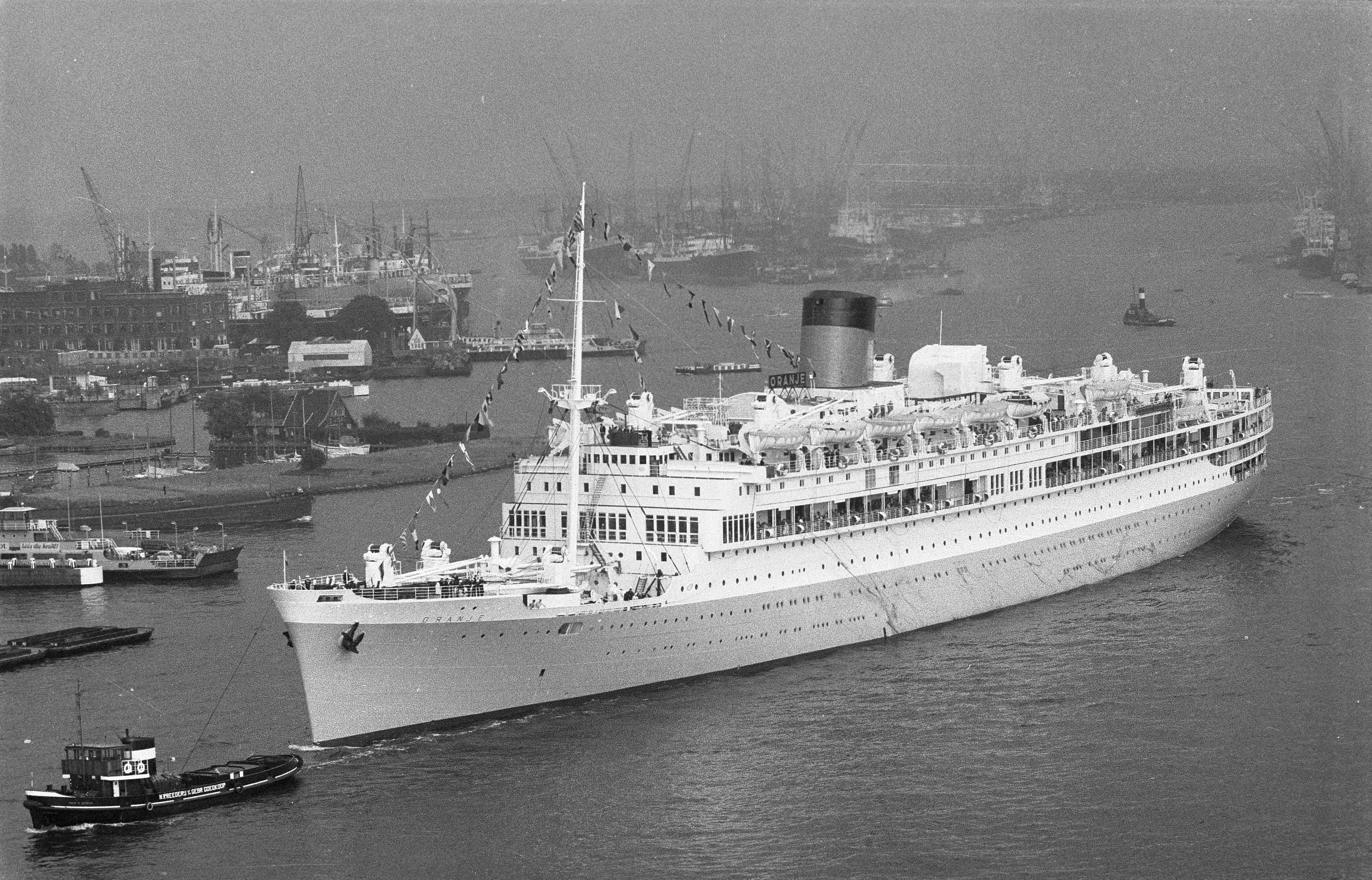
Die Oranje 1960

Durch die Suezkrise wurden die Reisen der Oranje ab Mitte 1956 und 1957 über Kapstadt geführt, wo das Schiff regelmäßig bunkerte.
1958 und 1959 diente das Schiff auf der Route von Amsterdam und Southampton durch den Suezkanal über Singapur nach Australien. Am 7. September 1960 nahm das Schiff nach einer Überholung wieder einen weltumspannenden Dienst von Amsterdam über Australien, Neuseeland, Panamakanal, Port Everglades, Bermuda und Southampton zurück nach Amsterdam auf, der vom 26. Februar 1961 bis zum 4. Mai 1964 in entgegengesetzter Richtung fortgeführt wurde.

## Unter italienischer Flagge
Anfang der 1960er Jahre gingen die Passagierzahlen spürbar zurück, woraufhin das Schiff zusammen mit der Willem Ruys an die italienische Reederei StarLauro verkauft wurde. Diese betrieb vorher mit der Roma und der Sydney zwei deutlich kleinere Schiffe. Die Oranje wurde bei Tirreno Shipyards umgebaut, in Angelina Lauro umbenannt und erneut auf der Route zwischen Europa und Australien eingesetzt. 1977 charterte Costa Crociere das Schiff für drei Jahre und betrieb es auf Kreuzfahrten aus Port Everglades in die Karibik. Am 30. März 1979 geriet das mittlerweile vierzig Jahre alte Schiff an der Pier in Saint Thomas auf den Virgin Islands in Brand und brannte in den folgenden Tagen aus. Das Schiff wurde zum Totalverlust erklärt und am 2. Juli 1979 durch das Hamburger Schiffsverschrottungsunternehmen Eckhardt & Co. gehoben. In diesem Zustand bildete es die Kulisse für eine Szene der Folge Abenteuer in der Karibik – Teil 2 aus der Serie Drei Engel für Charlie. Am 30. Juli 1979 begann die Schleppreise durch das japanische Schiff Nippon Maru zur Abbruchwerft in Kaohsiung. Am 21. September 1979 begann das Schiff Wasser zu nehmen und Schlagseite zu bekommen, woraufhin es am 24. September sank.

## Technik
Die schiffbaulichen Pläne der Oranje stammten vom H. N. Prins, die Maschinenanlage entwarf A. H. Ijsselmuiden – beide Ingenieure bei der Stoomvaart Maatschappij „Nederland“. Das Schiff wies aus einer Reihe von Gründen eine besonders markante Rumpfform auf. Während die hohe Reisegeschwindigkeit einerseits eine scharfe Unterwasserform erforderte, musste das Unterwasserschiff andererseits über eine gewisse Mindestbreite verfügen, da für den Hafenanlauf in Asien geringe Tiefgänge nötig waren. Gleichzeitig waren hohe, aber nicht zu schwere Aufbauten vorgesehen, die in diesem Bereich ausschließlich Außenkabinen besaßen, weshalb Prins den Rumpfquerschnitt auf den vier Decks oberhalb der Wasserlinie deutlich nach innen einzog. Als technische Besonderheiten der Passagiereinrichtungen waren zum Beispiel die Isolierung, Teilklimatisierung oder der Einsatz regelbarer Neonbeleuchtung zu nennen. Eine andere Neuheit waren die Schlingerkiele, die aus einer großen Anzahl hintereinander angeordneter Flossen bestanden. Die Oranje war das erste Schiff mit dieser Bauform nach den beiden niederländischen Torpedobooten G 15 und G 16, an denen der Ingenieur W. Rösingh der Werft Wilton-Fijenoord deren neuartige Form erprobte.
Die Antriebsanlage bestand aus drei in Winterthur gebauten Sulzer-Zwölfzylinder-Zweitakt-Dieselmotoren mit einer Gesamtleistung von 37.500 PS. Die drei Motoren wirkten direkt auf drei Festpropeller. Auf der Probefahrt erreichte das Schiff im Juli 1939 eine Geschwindigkeit von 26,3 Knoten – seinerzeit die weltweit höchste Geschwindigkeit eines Passagierschiffs mit Motorantrieb. Die Bordenergie wurde von fünf, ebenfalls von Sulzer gelieferten, Hilfsdieseln mit jeweils 1.200 PS Leistung geliefert.